# Juan López Sánchez

Juan López Sánchez (Bullas, 16 de enero de 1900 - Madrid, 25 de agosto de 1972), fue un sindicalista español de ideología anarquista, obrero de la construcción, miembro de la Confederación Nacional del Trabajo (CNT) y uno de los fundadores de la Federación Sindicalista Libertaria.

## Biografía
Nacido en 1900 en Bullas, provincia de Murcia, fue miembro del grupo anarquista "Solidaridad" y secretario del comité nacional de la Confederación Nacional del Trabajo en 1930. Formaba parte del grupo conocido como los treintistas, quienes pusieron en marcha la Federación Sindicalista Libertaria, (FSL) que se constituyó formalmente el 25 de febrero de 1933, con Ángel Pestaña como secretario provisional. La Federación encuadraba los grupos llamados a veces posibilistas, moderados o reformistas. La FSL se reunificó con la CNT en 1936.
Durante la Guerra Civil fue uno de los cuatro ministros de la CNT en el segundo gobierno de Largo Caballero ocupando la cartera de Comercio.
Finalizada la contienda partirá a Sudamérica, para más tarde recalar en Inglaterra, donde formará parte de Alianza Nacional de Fuerzas Democráticas, intercambiando en más de una ocasión cartas con José Giral, Presidente de la República en el exilio. Finalmente en la última parte de su vida, regresará a Bullas donde residirá hasta su fallecimiento
. Formó parte de la Alianza Democrática Española, junto con el coronel Segismundo Casado, el socialista Wenceslao Carrillo, una organización de oposición al franquismo moderada inspirada por Salvador de Madariaga.
Regresó a España en 1967, sin sufrir persecución y colaborando con el sindicalismo vertical franquista.

## Escritos
- Las órdenes religiosas y el sindicalismo (1932).
- La unidad de CNT y su trayectoria (1936)
- Seis meses en el Ministerio de Comercio (1937)
- Concepto de Federalismo en la guerra y en la revolución (1937)
- El sindicato y la colectividad (1938)
- Material de discusión, Londres (1945)
- España 1966 (1968)